# 烏尼翁 (巴拉圭)
烏尼翁（西班牙語：Unión），是巴拉圭的城鎮，位於該國中部，由聖佩德羅省負責管轄，始建於1837年2月18日，面積544平方公里，海拔高度227米，2002年人口7,296，人口密度每平方公里11.57人。